# 格蘭德縣 (科羅拉多州)
格蘭德县（英語：Grand County）是美國科羅拉多州西北部的一個縣。面積4,842平方公里。根據美國2000年人口普查，人口12,442人。縣治熱薩爾弗斯普林斯（Hot Sulphur Springs）。
成立於1874年2月2日。縣名來自格蘭德湖和格蘭德河。